# Hypoestes catati
Hypoestes catati är en akantusväxtart som beskrevs av Raymond Benoist. Hypoestes catati ingår i släktet Hypoestes och familjen akantusväxter. Inga underarter finns listade i Catalogue of Life.